# Islom Karimov Taskent nemzetközi repülőtér
Az Islom Karimov Taskent nemzetközi repülőtér (IATA: TAS, ICAO: UTTT) Üzbegisztán egyik nemzetközi repülőtere, amely Taskent közelében található. Éves utasforgalma 4 430 000 fő (2019).
Nevét Üzbegisztán első elnökéről, Iszlom Karimovról kapta, aki 2016-ban bekövetkezett haláláig irányította az országot.

## Futópályák
A repülőtér futópályái:
- 08L/26R (4000 m, 60 m, aszfalt)
- 08R/26L (3905 m, 45 m, aszfalt)

## Forgalom
Az utasforgalom az elmúlt években az alábbi módon változott:
| Utasok száma | 1 070 000 | 1 748 000 | 2 731 000 | 3 235 000 | 2 996 063 | 2 996 000 | 2 996 000 | 3 021 642 | 4 430 000 |
|              | 1965      | 1970      | 1975      | 1980      | 2012      | 2014      | 2015      | 2017      | 2019      |

## Légitársaságok és úticélok
2023-ban az Islom Karimov Taskent nemzetközi repülőtérről az alábbi járatok indulnak:

### Személy
| Légitársaság            | Célállomások |
| ----------------------- | --- |
| Aeroflot                | Moszkva–Seremetyjevo, Szentpétervár |
| Air Arabia              | Abu-Dzabi, Sharjah |
| Air Astana              | Almati, Asztana |
| Air Cairo               | Sarm es-Sejk |
| AnadoluJet              | Ankara |
| Asiana Airlines         | Szöul–Incshon |
| Azerbaijan Airlines     | Baku |
| Azimuth                 | Moszkva–Vnukovo |
| Batik Air Malaysia      | Kuala Lumpur–International (kezdődik 2023. december 8.) |
| Belavia                 | Minszk |
| China Southern Airlines | Peking–Tahszing, Ürümqi |
| FlyArystan              | Asztana Szezonális: Türkisztán |
| flydubai                | Dubai–International |
| FlyEgypt                | Szezonális: Sarm es-Sejk |
| flynas                  | Jeddah, Rijád |
| IndiGo                  | Delhi |
| IrAero                  | Novoszibirszk |
| Jazeera Airways         | Szezonális: Kuwait City |
| Kam Air                 | Kabul |
| Korean Air              | Szöul–Incshon (vége 2024 március 1-től) |
| Loong Air               | Csengtu–Tianfu, Xi'an |
| LOT Polish Airlines     | Varsó–Chopin (újrakezdődik 2024 február 23-tól) |
| Nile Air                | Szezonális charter: Sarm es-Sejk |
| NordStar                | Moszkva-Domogyedovó |
| Qanot Sharq             | Budapest, Buhara, Madrid (kezdődik 2024. március 9.), Moszkva–Vnukovo, Nha Trang, Sarm es-Sejk, Tel-Aviv Szezonális: Burgasz, Lárnaka, Phuket Szezonális charter: Kalamata |
| Qeshm Air               | Teherán–Imam Khomeini |
| Red Wings Airlines      | Mahacskala, Moszkva-Domogyedovó |
| Rossiya Airlines        | Szentpétervár, Szocsi |
| S7 Airlines             | Novoszibirszk |
| Somon Air               | Dusanbe |
| Turkish Airlines        | Isztambul |
| Turkmenistan Airlines   | Aşgabat[forrás?] |
| Ural Airlines           | Cseljabinszk, Krasznojarszk–Jemeljanovo, Moszkva–Zsukovszkij (újrakezdődik 2023. november 20.), Novoszibirszk, Szamara, Jekatyerinburg |
| Utair                   | Moszkva–Vnukovo, Szentpétervár, Tyumen |
| Uzbekistan Airways      | Almati, Andizhan, Ankara, Antalya, Asztana, Bangkok–Suvarnbhumi, Batumi, Peking, Bishkek, Buhara, Delhi, Dubai–International, Dusanbe, Fergana, Frankfurt, Grozny, Isztambul, Jakarta–Soekarno-Hatta, Jeddah, Karshi, Kazany, Kuala Lumpur–International, Lahore, London–Heathrow, Medina, Minyeralnije Vodi, Minszk, Moszkva-Domogyedovó, Moszkva–Vnukovo, München, Namangan, New York–JFK, Novoszibirszk, Nukus, Párizs-Charles de Gaulle repülőtér, Riga, Szentpétervár, Szamarkand, Sharjah, Szöul–Incshon, Szocsi, Tbiliszi, Tel-Aviv, Termez, Tokio–Narita, Urganch, Ürümqi, Jekatyerinburg, Zaamin Szezonális: Malé, Milánó–Malpensa, Phuket (újrakezdődik 2023. december 2.), Phu Quoc, Sarm es-Sejk Szezonális charter: Hambantota–Mattala |
| Wizz Air                | Abu-Dzabi |
| Zagros Airlines         | Teherán–Imam Khomeini |

### Cargo
| Légitársaság       | Célállomások                                                            |
| ------------------ | ----------------------------------------------------------------------- |
| DHL Aviation       | Lipcse/Halle                                                            |
| Lufthansa Cargo    | Almati, Bangalore, Csungking, Kuangcsou                                 |
| Silk Way Airlines  | Baku                                                                    |
| Turkish Cargo      | Delhi, Hongkong, Isztambul, Szöul–Incshon, Taojüan nemzetközi repülőtér |
| Uzbekistan Airways | Ostrava, Sanghaj-Putung                                                 |
| YTO Cargo Airlines | Hangzhou                                                                |